# Empis patagiata
Empis patagiata är en tvåvingeart som beskrevs av Mario Bezzi 1914. Empis patagiata ingår i släktet Empis och familjen dansflugor.
Artens utbredningsområde är Taiwan. Inga underarter finns listade i Catalogue of Life.